# Brandon Vincent
Brandon Vincent (Los Angeles, 5 gennaio 1994) è un ex calciatore statunitense, di ruolo difensore.